# Jugoslávská liga ledního hokeje 1950/1951
Sezóna 1950/1951 byla 9. sezónou Jugoslávské ligy ledního hokeje. Vítězem se stal tým HK Partizan. Turnaj se konal ve dnech 16. až 19. ledna 1951 ve slovinské Planici a Kranjské Goře.

## Týmy
- HK Ljubljana
- HK Partizan
- KHL Mladost Zagreb
- SD Záhřeb

## Konečná tabulka
1. HK Partizan
2. KHL Mladost Zagreb
3. HK Ljubljana
4. SD Záhřeb